# САНА
Сиријска арапска новинска агенција (арап. الوكالة العربية السورية للأنباء [al-Wakālah al-ʿArabīyah as-Sūrīyah lil-ʾAnbāʾ], енгл. Syrian Arab News Agency), познатија по свом акрониму САНА (од енгл. SANA; арап.  [SĀNĀ]), је државна новинска агенција у Сирији.
Основана је 1965. године и њено сједиште се налази у главном сиријском граду Дамаску. Дјелује под окриљем Министарства информисања. Своје дописнике и извештаче има у свим министарствима и државним институцијама, као и у свим надлештвима у 14 сиријских региона. Агенција има своје испоставе и у Бејруту, Паризу, Москви, Јордану, Техерану, Кувајту, Каиру, Либији, Риму и Турској. Има око 43 дописника у земљама широм свијета.